# 耶格峰
45°57′8.2″N 7°52′37.9″E / 45.952278°N 7.877194°E

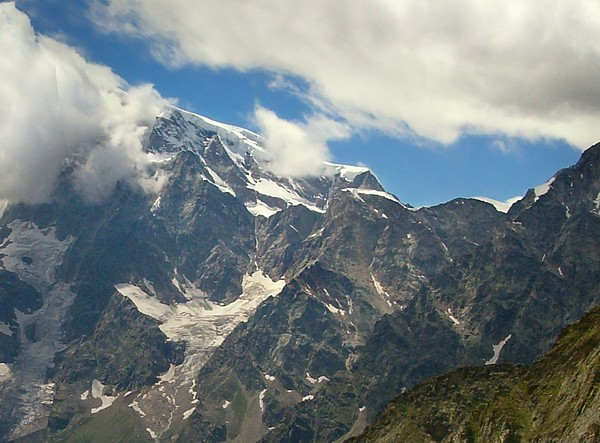

耶格峰（義大利語：Jägerhorn），是歐洲的山峰，位於意大利和瑞士接壤的邊境，屬於本寧阿爾卑斯山脈的一部分，海拔高度3,970米，人類在1867年7月17日首次登上該山峰。